# Hünenburg (Flarchheim)

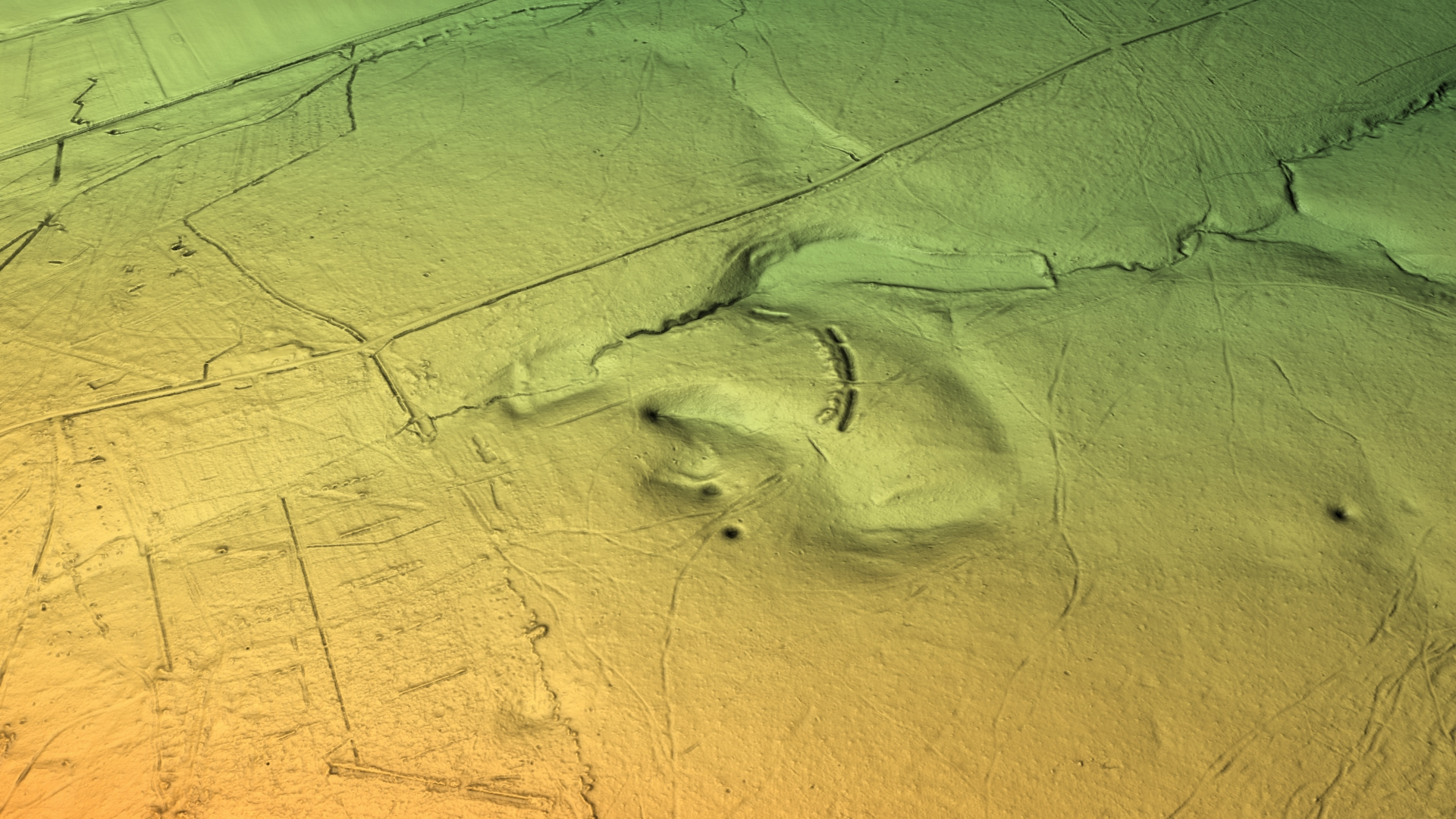
3D-Ansicht des digitalen Geländemodells

Die Hünenburg ist eine frühgeschichtliche Wallanlage und ein geschütztes Bodendenkmal im Unstrut-Hainich-Kreis in Thüringen.

## Lage
Die Reste der Burg befinden sich im Gotternschen Holz, einem Waldstreifen am Ostrand des Hainich, etwa drei Kilometer südwestlich der Ortslage Flarchheim im Unstrut-Hainich-Kreis.
Durch das Gelände führt der drei Kilometer lange Germanische Kultpfad – eine touristische Schauanlage mit Nachbildungen der im sechs Kilometer (Luftlinie) entfernten Opfermoor Niederdorla ausgegrabenen Kultobjekte. Nur 250 Meter in nordwestlicher Richtung entfernt liegt eine Schutzhütte/Informationsstelle und der Waldspielplatz Wildkatzenkinderwald im nördlichen Bereich des Nationalpark Hainich, die Zufahrt erfolgt von Kammerforst bis zum Parkplatz am Waldspielplatz.

## Geschichte
Die Geschichte der Burganlage wurde schon im 19. Jahrhundert durch Heimatforscher der umliegenden Orte erforscht. Skizzen der Anlage zeigen eine trapezförmige Ausrichtung der Wälle. Diese schützten auch den Hünenteich, eine jetzt zeitweise verlandete Wasserstelle am Rand der Wallanlage. Die Bevölkerung soll in Notzeiten ihre Viehherden in der Befestigungsanlage geschützt haben, diese diente als Fluchtburg.
Am 27. Januar 1080 fand nur wenige Kilometer östlich der Wallanlage die Schlacht bei Flarchheim zwischen Heinrich IV. einerseits und dem Gegenkönig Rudolf von Rheinfelden statt. Kampfspuren im Nahbereich der Wallanlage sind bisher nicht dokumentiert worden.
Im Hoch- und Spätmittelalter diente die Burganlage noch als Wachstelle an der Hohen Straße – einer Altstraße, die vom Werratal bei Mihla bzw. Lauterbach über den Hainich-Pass am Ihlefeld in Richtung Bad Langensalza und Erfurt verlief.
In den 1960er Jahren erfolgte eine wissenschaftliche Bewertung der verblieben Wallreste durch Mitarbeiter des Museums für Ur- und Frühgeschichte in Weimar.

„In Nord-Süd-Richtung verlaufender Langwall von 130 Meter Länge mit im Osten vorgelagertem Graben. Auf dem Südende des Walles Erdhügel mit Einsenkung in der Mitte (Turm?). Am Nordende senkrecht dazu stehendes kurzes Grabenstück. Sperre von spätmittelalterlichen Hohlwegen unbekannter 
Bedeutung.“

In den 1970er Jahren wurde der angrenzende Forstbezirk zum Truppenübungsplatz Weberstedt ausgebaut und war als militärisches Sperrgebiet für die weitere Erforschung unzugänglich. Im Bereich des heutigen Parkplatzes befand sich ein Schießplatz.